# Albericus laurini
Albericus laurini är en groddjursart som beskrevs av Günther 2000. Albericus laurini ingår i släktet Albericus och familjen Microhylidae. IUCN kategoriserar arten globalt som otillräckligt studerad. Inga underarter finns listade i Catalogue of Life.